# Саккарди, Херонимо
Херонимо Луис Саккарди (исп. Gerónimo Luis Saccardi; 1 октября 1949, Буэнос-Айрес — 4 мая 2002, Морено (Буэнос-Айрес)) — аргентинский футболист, полузащитник. Большую часть карьеры провёл за клуб «Феррокарриль Оэсте», за который провёл 399 игр, забив 45 голов, закончил карьеру из-за травмы колена. Был так же техническим директором и тренером клуба. Умер от сердечного приступа во время игры в теннис.